# Los Zetas
Los Zetas ou cartel de Los Zetas (prononcé [los ˈsetas] : les « Z » en espagnol) est un cartel mexicain. L'organisation fut à l'origine créée par le chef du cartel du Golfe, Osiel Cárdenas Guillén pour lui servir de bras armé. Composée dès son origine par des anciens membres des unités d'élite Grupo Aeromóvil de Fuerzas Especiales (GAFE), du Grupo Anfibio de Fuerzas Especiales (es) (GANFE) et de la Brigada de Fusileros Paracaidistas (BFP), ils sont aujourd'hui indépendants.
Pour le gouvernement des États-Unis ils forment l'organisation « la plus à la pointe de la technologie, la plus sophistiquée, la plus puissante, la plus violente et dangereuse agissant au Mexique ».

## Histoire
À la fin des années 1990, Osiel Cárdenas Guillén recrute d'anciens militaires (en 2004, on estimait leur nombre à 40), dont certains membres de l'unité d'élite Grupos Aeromóviles de Fuerzas Especiales (GAFES), spécialisée en contre-insurrection et dans la lutte contre les narcotrafiquants. Nombre de ces militaires ont reçu un entraînement à l'École des Amériques. Le premier chef des Zetas, Arturo Guzmán Decena, est un ancien membre des GAFES. Après l'arrestation d'Osiel Cárdenas en 2003, Los Zetas s'émancipe progressivement du cartel du Golfe. Il négocie un accord avec celui-ci et avec le cartel Beltran Leyva afin de prendre une part plus active dans le trafic de stupéfiants.
Dès lors, le cartel de Los Zetas est particulièrement actif autour de Nuevo Laredo, mais leur zone d'activité s'étend dans toute la région du golfe du Mexique (États de Tamaulipas, Veracruz et de Tabasco), y compris au Texas, situé en bordure du Tamaulipas. Ils sont aussi installés dans certaines zones côtières du Pacifique, notamment dans le Michoacán et le Guerrero. Ils ont affronté des organisations rivales pour le contrôle des territoires, notamment les Valencia dans le Bajío, les Arellano Félix, cartel de Tijuana, en Basse Californie ou les hommes d'El Chapo, cartel de Sinaloa, à Monterrey.

« Los Zetas est un gang hispanique violent, lourdement armé et hautement structuré, qui fonctionne à la manière d'une organisation paramilitaire. Les Zetas d'origine sont d'anciens membres devenus déserteurs du Groupe aéromobile de forces spéciales (GAFE) du Mexique, formés aux États-Unis à l'École des Amériques de Fort Benning, en Géorgie. La structure organisationnelle des Zetas comprend des unités de contre-espionnage, de renseignement et de mise en application tactique. »

— FBI, 2005
En 2005, les autorités américaines affirment qu'un groupe, nommé les Zetitas (les « Petits Z ») aurait créé son propre réseau de distribution de méthamphétamines allant jusqu'à l'Arkansas et le Tennessee. L'opération Solare (en), menée en 2008, montre que Heriberto Lazcano-Lazcano, un chef du cartel de Los Zetas, a vendu des stupéfiants à la 'Ndrangheta calabraise en collaboration avec le cartel du Golfe,. Le cartel de Los Zetas recrute également des policiers corrompus, et d'anciens membres de l'unité d'élite guatémaltèque des Kaibiles. Le massacre de mai 2011 dans le département guatémaltèque de Petén, perpétré par Los Zetas, fut ainsi rapproché par Time au massacre des Dos Erres de 1982, perpétré par des unités kaibiles lors de la guerre civile. Les Zetas emploient également des enfants-soldats. La DEA considère ce groupe paramilitaire comme l'un des plus dangereux et sophistiqué du Mexique. Structuré en différents groupes (Les Faucons, les Cobras, etc.), il possède des camps d'entraînement similaires à ceux du GAFES et des armes de guerre (AK-47, MP5, lance-grenades, etc.) ainsi que des narcotanks (véhicules de combat improvisés) et des véhicules de la police fédérale préventive lui permettant de faire passer ses membres pour des agents fédéraux. Tout comme les frères Arellano Félix, ils sont aussi dotés de matériel d'écoutes téléphoniques.
En 2008 lors d'un raid dans la ville frontalière de Reynosa, au cours duquel le chef de la cellule texane, Jaime González Durán, est arrêté, les autorités découvrent 540 fusils, 165 grenades, 500 000 munitions et 14 bâtons de dynamite. Au Texas, le gouverneur Rick Perry annonce en février 2009 un plan militaire, Operation Border Star Contingency Plan, qui viserait à protéger la frontière au cas où le Mexique « s'effondrerait ».
En 2010, un conflit éclate entre le cartel de Los Zetas et le cartel du Golfe, provoquant une guerre meurtrière dans l'État frontalier du Tamaulipas, particulièrement féroce dans la ville de Reynosa.
En 2013, Los Zetas est considéré comme le cartel criminel le plus violent du Mexique.

## Membres fondateurs
Dans les membres fondateurs on retrouve entre autres :
- Arturo Guzmán Decena (Z-1)
- Heriberto Lazcano (Z-3)
- Carlos Vera Calva (El Vera)
- Jesús Enrique Rejón Aguilar (Z-7 ou El Mamito)
- Galdino Mellado Cruz (El Mellado ou Z-9)
- Flavio Méndez Santiago (El Amarillo ou Z-10)
- Jaime González Durán (en) (El Hummer)
- Rogelio González Pizaña (Z-2 ou El Kelín)
- Efraín Teodoro Torres (en) (El Efra, La Chispa ou Z-14)
- Víctor Nazario Castrejón Peña
- Gustavo González Castro (El Erótico)
- Óscar Guerrero Silva (El Winnie Pooh)
- Alberto Trejo Benavides (El Alvin)
- Luís Alberto Guerrero Reyes (El Guerrero)
- Mateo Díaz López (Comandante Mateo)
- Daniel Peréz Rojas (El Cachetes)
- Luis Reyes Enríquez (El Rex)
- Alexis Balis Marquez ( El soldado)
- Nabor Vargas García (El Débora)
- Isidro Lara Flores (El Colchón)
- Alfonso Lechuga Licona (El Cañas)
- Ernesto Zatarín Beliz (El Traca)
- Prisciliano Ibarra Yepis
- Rogelio Guerra Ramírez (El Guerra)
- Miguel Ángel Soto Parra (El Parra)
- Jorge Lucas Hernández Barras (El Ojo)
- Gonzalo Gerezano Escribano (El Cuije)
- Daniel Enrique Márquez Aguilar (El Chocotorro)
- Iván Velázquez Caballero (El Taliban, L-50)
- Raúl Lucio Hernández Lechuga (en) (El Lucky ou Z-16)
- Enrique Ruiz Tlapanco (El Tlapa)
- Braulio Arellano Domínguez (El Gonzo)
- Jorge López (El Chuta), José Ramón Dávila (El Cholo)
- Eduardo Estrada González
- Omar Lormendez Pitalúa (El Pita)
- Alvarez Alonzo García (El Huracán)
- Eduardo Salvador López Lara (El Chavita)
- Germán Torres Jiménez (El Tatanka).

## Chronologie et groupes dérivés

### Chronologie
- Novembre 2002 : Arturo Guzmán Decena, chef de Los Zetas, est tué et remplacé par Heriberto Lazcano.
- Février 2004 : un groupe de Los Zetas organise une évasion dans une prison du Michoacán afin de libérer 25 de leurs camarades.
- Juin 2005 : Los Zetas assassine le tout nouveau chef de la police de Nuevo Laredo, Alejandro Domínguez Coello, à peine six heures après son investiture.
- Mars 2006 : menaçant le successeur de Coello de semer la terreur dans le Nuevo Laredo, il exige sa démission. Celui-ci obtempère après avoir découvert trois cadavres calcinés dans la rue.
- 4 décembre 2006 : Los Zetas décapite le fromager Raúl Farías Alejandres, membre de la famille de Juan Jose « El Abuelo » (le grand-père) Farías, un responsable de la garde rurale qui serait lié au cartel de Milenio[14].
- Février 2007 : des membres de Los Zetas portant des uniformes militaires massacrent 5 policiers et 2 fonctionnaires à Acapulco.
- Avril 2007 : ils assassinent le chef de la police de Chilpancingo.
- Mai 2007 : ils séquestrent et assassinent un capitaine de l'armée mexicaine, Jacinto Granada[15].
- Juin 2007 : cambriolage de plusieurs casinos à Nuevo Leon, Veracruz, Coahuila et en Basse Californie.
- Octobre 2008 : neuf soldats sont décapités dans le Nuevo León, meurtres attribués à une cellule des Zetas dirigée par l'ex-militaire Octavio Almanza Morales[16].
- 7 novembre 2008 : arrestation de Jaime González Durán, chef de la cellule du Texas, à Reynosa (Tamaulipas).
- 3 février 2009 : assassinat de Enrique Tello Quiñones, général à la retraite et tout juste nommé conseiller à la sécurité publique de Cancún, et de deux autres soldats. Les meurtres sont attribués à la cellule d'Octavio Almanza Morales. Celui-ci et six de ses hommes sont arrêtés le même mois. Par la même occasion, le directeur de la police de Cancún, Francisco Velasco Delgado, est démis de ses fonctions et arrêté, accusé d'avoir protégé cette cellule des Zetas[16].
- Août 2009 : assassinat du chef de la police de Veracruz, Jesus Antonio Romero, de sa femme (également policier) et de ses quatre enfants (trois d'entre eux dans l'incendie de la maison) : les autorités soupçonnent les Z[9].
- Juin 2010 : arrestation d'Hector Raul Luna, chef de Los Zetas à Nuevo León, à Monterrey.
- Août 2010 : une Équatorienne blessée les accuse d'être à l'origine du massacre de 72 immigrés clandestins, assassinés le 24 août 2010 après avoir été enlevés par Los Zetas[17] et forcés à se battre entre eux[18]. Deux policiers enquêtant sur l'affaire ont été assassinés. Par la suite, sept suspects ont été arrêtés début septembre[19].
- 17 janvier 2011 : arrestation de Flavio Mendez Santiago, un des fondateurs et présumé chef régional pour le sud du Mexique[20].
- Avril-juin 2011 : massacre de San Fernando. Los Zetas arrêtent les bus de passagers sur l'autoroute fédérale 101 et capturent leurs occupants. Les femmes, les enfants et les vieillards sont massacrés, les hommes forcés à se battre entre eux jusqu'à la mort. Les survivants sont recrutés par l'organisation. Près de 193 cadavres furent découverts par les autorités jusqu'au 7 juin.
- Septembre 2011 : le meurtre de deux blogueurs est attribué à Los Zetas. Les corps sont retrouvés accompagnés d'un message d'avertissement aux blogs et sites spécialisés dans la dénonciation des crimes liés aux cartels[21].
- 7 septembre 2012 : mort de Heriberto Lazcano, dit « el Lazca », lors d'un assaut de l'armée. Son corps est volé par l'organisation[22].
- Juillet 2013 : le nouveau chef du cartel de Los Zetas Miguel Angel Treviño (Z-40) est arrêté par la Marine de guerre[12]. Son frère, Omar Treviño, prend la tête du cartel. Les frères Treviño sont les seuls dirigeants du cartel qui n'ont jamais été militaires.
- 4 mars 2015 : Omar Treviño (Z-42) est arrêté à San Pedro Garza Garcia, dans la banlieue de Monterrey, par l'armée et la police fédérale. Le Mexique avait mis sa tête à prix pour près de 2 millions de dollars, les États-Unis pour 5 millions de dollars. Cette arrestation intervient cinq jours après celle de Servando Gomez, dit « la Tuta », dirigeant du cartel des Chevaliers templiers[23].
- août 2024 : condamnés à 50 ans de prison chacun pour le massacre de 122 hommes à Reynosa, en 2010-2011, qui avaient été extirpés de bus et forcés à se battre à mort à coups de masse[24].

### Groupes dérivés
- Cartel du Golfe (années 1970 - en cours)
  - Grupo Sombra
  - Los Ciclones
  - Los Escorpiones
  - Los Metros (années 1990 - en cours)
  - Los Rojos
  - Los Zetas (1999 - 2014)
    - Los Zetas Vieja Escuela
    - Cartel du nord-est (2014 - en cours)
      - La Tropa del Infierno

    - Los Talibanes (2012 - en cours)
    - Sangre Nueva Zeta (2019 - en cours)